# مفارقة انخفاض وزن المولود
تعد مفارقة انخفاض وزن المولود إحدى الملاحظات المتناقضة تناقضاً واضحاً والتي ترتبط بـالوزن عند الولادة ومعدل وفياتهم في حالات الأمهات المدخنات. وينخفض معدل وفيات الرضع منخفضي الوزن عند الولادة من أمهات مدخنين مقارنة بمعدل وفيات الرضع منخفضة الوزن عند الولادة من أمهات غير مدخنين، وهو مثال على مفارقة سيمبسون.

## التاريخ
جرى العرف أنه يتم تصنيف الأطفال الذين يقل وزنهم عن وزن محدد (والذي يختلف بين البلدان) بفئة الأطفال منخفضة الوزن عند الولادة. ترتفع معدلات الوفيات بشكل ملحوظ بفئة الأطفال منخفضي الوزن عند الولادة مقارنة بآخرون، ضمن مجموعة معينة من السكان. لذا، فإن السكان الذين لديهم معدلات مرتفعة من الأطفال منخفضة الوزن عند الولادة يواجهون أيضاً معدلات مرتفعة من وفيات الرضع مقارنة بسكان آخرون.
وفقاً لأبحاث أجريت سابقاً، تتزايد احتمالية قلة وزن المواليد من أمهات مدخنون مقارنة بأطفال من أمهات غير مدخنون. وبالتالي، فمن المفترض ارتفاع معدل وفيات الأطفال بين أطفال لأمهات مدخنات. ومن ثم، فإن من الملاحظات الواقعية المثيرة للاندهاش هي قلة معدل الوفيات بالأطفال بين الأطفال منخفضة الوزن عند الولادة من أمهات مدخنات مقارنة بانخفاض وزن الأطفال عند الولادة من أمهات غير مدخنات.

## توضيح
تشير هذه النتائج للوهلة الأولى بأن وجود أمهات مدخنات، بالنسبة لبعض الأطفال على الأقل، قد يكون مفيد للصحة. وعلى الرغم من ذلك، فيمكن شرح المفارقة إحصائياً بالكشف عن إحدى المتغيرات الكامنة بين التدخين والمتغيران الرئيسيان وهما الوزن عند الولادة وخطر الوفاة. ويؤثر كل متغير منهما على حده عن طريق التدخين وظروف معاكسة أخرى – فينخفض الوزن عند الولادة ويتزايد خطر الوفاة. إلا أنه، لا تؤثر كل حالة بالضرورة في المتغيران بالدرجة نفسها.     
كما يتغير توزيع وزن الأطفال عند الولادة من أمهات مدخنات إلى أوزان منخفضة نتيجة العادات التي تتبعها أمهاتهم. وبالتالي، فسيعاني الأطفال الأصحاء من نقص الوزن عند الولادة (والذين كانوا من الممكن أن يزنون أكثر لو لم تكن أمهاتهم مدخنات). وعلى الرغم من ذلك، فلا يزال معدل الوفيات لديهم منخفض مقارنة بالأطفال الذين يعانون من أسباب طبية أخرى متزايدة الحدة تفسر سبب نحافتهم عند الولادة.
باختصار فيؤدي التدخين إلى أضرار، حيث يساهم في انخفاض وزن المواليد التي تعاني من ارتفاع نسبة الوفاة مقارنة بالوزن الطبيعي عند الولادة، ولكن المسببات الأخرى بشكل عام لانخفاض الوزن عند الولادة يتزايد ضررها مقارنة بالتدخين.

## الدليل
إذا أجري تصحيح العامل المؤثر بحيث يصبح التدخين وذلك عن طريق وضع نموذج للتقسيم وحسر المتغيرات المتعددة بحيث يتم التحكم في التدخين إحصائياً، فقد يمكن التوصل إلى عدم وجود ترابط بين الوزن عند الولادة والوفاة. وعلى الرغم من ذلك، فقد ركزت معظم دراسات الأوبئة المتعلقة بالوزن عند الولادة والوفاة على تدخين الأمهات وتشير النتائج المؤكدة رغم التوصل إلى التدخين كمسبب، إلا انها لا تزال تشير إلى وجود ترابط كبير بين العاملين. 
دليل آخر على هذه الفرضية ظهرت من التحليل الخاص الذي يظهر بيانات الولادة من كولورادو بأن الوزن عند الولادة والوفاة قد تمثل عوامل مستقلة: فبمقارنة توزيع الوزن عند الولادة بالولايات المتحدة الأمريكية ككل، يظهر منحنى توزيع كولورادو وجود تغيراً بالأوزان لتصبح منخفضة. ويتشابه معدل الوفاة الكلي لأطفال كولورادو مع أطفال الولايات المتحدة الأمريكية على الرغم من ذلك، وإذا أخذ بأسباب انخفاض الوزن كما هو وارد أعلاه، فيمكن التوصل إلى الاحتمالية ذاتها بوفاة الأطفال بوزن ما (المصحح)، سواء أكانوا ينتمون لولاية كولورادو أم لا. والتفسير الأرجح هو أن المستوى الارتفاع المتزايد لولاية كولورادو العامل المؤثر في الوزن عند الولادة وليس الوفاة.